# Trinitat Simó i Terol
Trinitat Simó i Terol (València, 1935 - València, 2 d'agost de 2020) fou una filòsofa i historiadora valenciana, especialista en patrimoni i en arquitectura modernista de València.
Òrfena de pare amb set anys, després d'haver estat expulsada del col·legi de monges contra el qual es rebel·lava, marxà a París amb vint anys a cuidar nens, i allà va conèixer la llibertat i l'aire fresc que mai havia sentit. Estudià filosofia i lletres i es doctorà en història de l'arquitectura a la Universitat de València (1969), amb una coneguda tesi sobre el Modernisme valencià. Després d'una estada a París el 1955, va prendre contacte amb altres perspectives. Fou professora d'història de l'art de la Universitat de València, d'on fou expulsada quan es produïren les primeres mobilitzacions del moviment de professors no numeraris. Més endavant, es presentà i aprovà les oposicions d'història de l’arquitectura i de l'urbanisme a la Universitat Politècnica de València, on exerciria com a professora titular fins a la seva jubilació.
Des dels anys setanta es vinculà al moviment feminista, primer a l'Ateneu de València, a la Subcomissió de la Dona, i des del 1976 com a presidenta i fundadora de l'Associació de Dones Universitàries. Des de l'any 2017 és filla predilecta de València, per la seua tasca en l'estudi de l'arquitectura, en l'àmbit de les propostes per a una ciutat millor i en el camp del feminisme al País Valencià.
És autora de nombroses publicacions, especialment d'art i d'urbanisme. La arquitectura de la renovación urbana en Valencia (1973) va ser l’obra pionera en l'estudi i la valoració del Modernisme arquitectònic valencià. Publicà una monografia il·lustrada notable sobre Joaquim Sorolla i Bastida (1980), Valencia centro histórico. Guía urbana y de arquitectura (1983) i La vivienda y la calle. La calle de Cavaller de Valencia como ejemplo de desarrollo urbano (1996). Fou també coautora del text de batxillerat unificat polivalent Diseño (1976) i de Las pensiones de escultura y grabado de la Diputación de Valencia (1987). De les seves participacions en diversos congressos, queden les seves aportacions que foren publicades a les actes respectives.
A més, ha tingut una gran activitat en els moviments socials urbans, i destaquen les seves nombroses col·laboracions en diaris i revistes, com ara Papers, Estudios Pro-Arte, Debats, Descobrim la Ciutat, Guadalimar, Andaina i Lápiz, entre d'altres, sovint en defensa de la llera del Túria, el Saler, de l'arquitectura modernista, del Botànic i el Cabanyal, barri que ja reivindicà en les seves publicacions com a exponent del Modernisme popular valencià, i al qual dedicà la monografia, il·lustrada per Francesc Jarque, El Cabanyal. Un barrio patrimonial a rehabilitar (2013). Estava divorciada i tenia tres fills.